# Баварски Алпи
Баварски Алпи (на немски Bayerische Alpen) е обобщаващо название на група масиви и хребети в Алпите, част от Северните варовикови Алпи. Те са разположени на австрийско-германската граница, а най-висок връх е Цугшпице (2962 м).

## Описание
На запад опират в Боденското езеро, на север – в Баварското плато. От юг ги ограждат дълбоките долини на реките Ин и Залцах, а на изток свършват с масивите около Берхтесгаден. Признати са като самостоятелен дял в системата SOIUSA, въведена от Италия, но също така и от германския и австрийския алпийски клуб. Не представляват единен масив поради това, че са проломени от няколко реки – Лех, Ин, Кицбюлер Ахе, Залах.
Известни са с това, че в северните им подножия са разположени десетки по-малки и по-големи езера, които красиво се съчетават с върховете – Кимзее, Тегернзее, Валхензее, Форгензее и др. Въпреки че днес не са се запазили ледници, личат следите от ледниковата дейност през последното заледяване – циркуси, стръмни стени и тесни ръбове, както и типичните за глациогенния релеф трогови (U-образни) долини.

## Масиви и върхове
От запад на изток:
Алгауските Алпи се издигат над Боденското езеро – хребет във формата на дъга около долината на река Илер. Най-висок връх е Гросен Кротенкопф (2656 м).
Амергауски Алпи – нисък масив на изток от Форгензее, който носи името на река Амер. Размери около 30 на 30 км. Най-висок връх Даниел (2340 м). Обявени са за резерват, който съхранява девствената природа на района.
Ветерщайн е най-високият масив, увенчан от Цугшпице. Това е най-високата планина в Германия. С дължина също около 30 км, той има много алпийски вид и е идеално място за алпинизъм и скално катерене. От северна страна се намира известният курорт Гармиш-Партенкирхен.
Баварски Предалпи – така се наричат няколко възвишения между реките Амер и Ин. Ниски и денудирани, те все пак имат заострени форми, разсечени от широки долини, в които се крият множество езера. Идеални са за летен и зимен отдих. Най-висок връх е Котенкорпф (2086 м).
Карвендел се издига на север от Инсбрук и остава почти изцяло в Австрия. Макар средната височина на върховете да е около 2500 м, масивът е красив и скалист. Първенецът тук е Биркаршпице (2749 м).
Кимгауерски Алпи – хребет между реките Ин и Залцах с дължина 60 км. Най-висок връх – Зонтагсхорн (1961 м).
Берхтесгаденски Алпи – обгръщат долината на красивото езеро Кьонигсзее. Дължина 45 км, площ 1500 кв. км. Най-висок връх е скалистият и масивен Хохкьониг (2941 м), който остава изцяло в Австрия.

## Туризъм
Баварските Алпи са известна туристическа дестинация. Сравнявани са с приказка най-вече заради живописните селца и малки курортчета и заради замъците, строени от баварския крал Лудвиг II. От тях най-известен е Нойшванщайн, но също Линдерхоф и Херенкимзее. Без да е строен от него, дворецът Нимфенбург допринася за романтиката на региона. Добре развит е ски спортът. Тук са най-посещаваните зимни курорти на Германия, включително Гармиш-Партенкирхен (домакин на зимните олимпийски игри през 1936 г.), Оберстдорф, Гайскопф, Оберьох, Браунек. Изградени са великолепни трекинг маршрути и екопътеки. Едно от най-красивите места е ждрелото Партнахклам в северното подножие на Ветерщайн, чиито множество малки водопади са особено красиви през пролетното пълноводие. Интерес привличат и езерото Айбзее с малкия си остров, Тегернзее и др.